# Lech, Séc và Rus

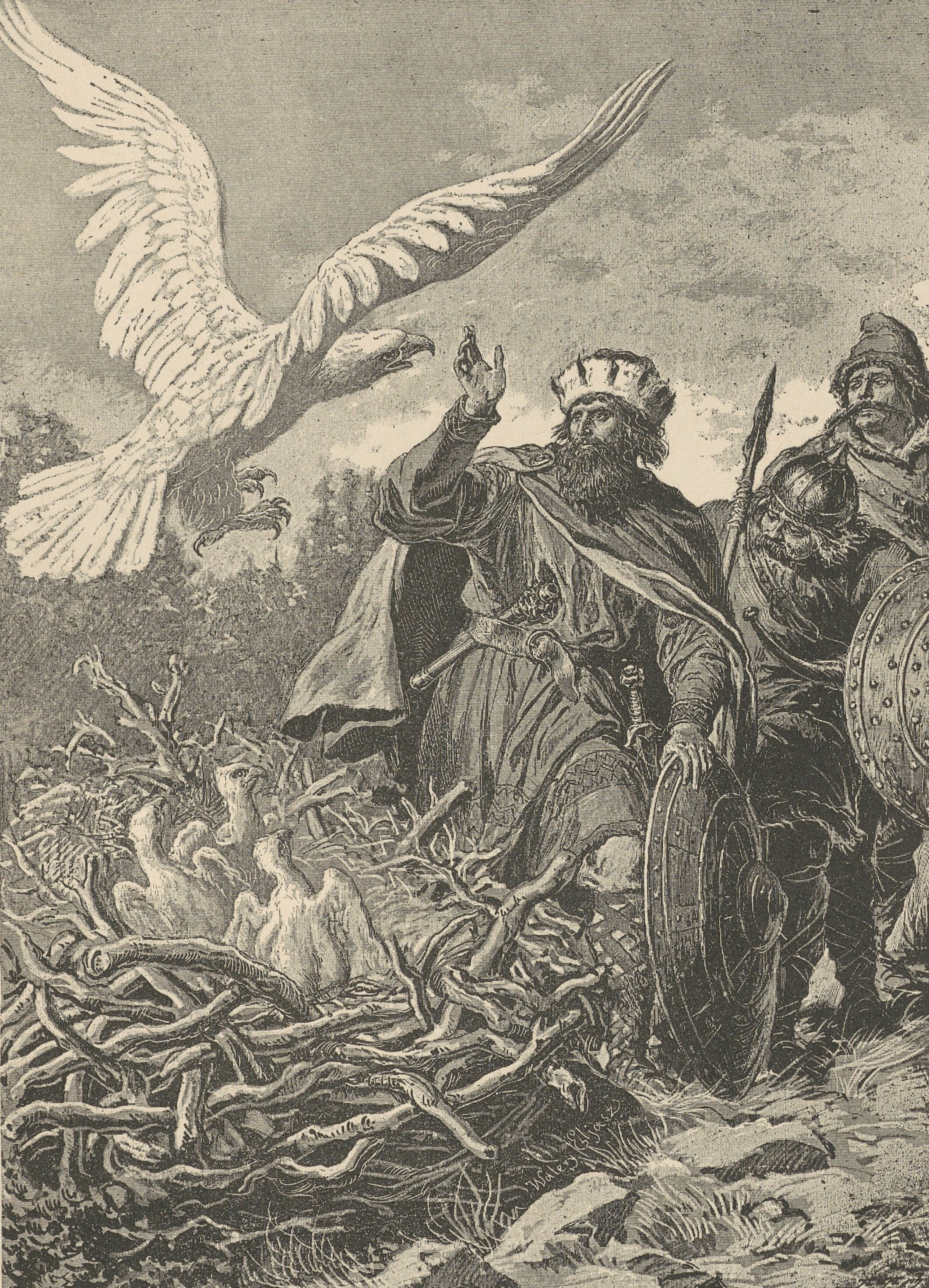
Lech, Séc, Rus và Đại bàng trắng, được vẽ bởi Walery Eljasz-Radzikowski (1841 Điện1905)

Lech, Séc và Rus (phát âm tiếng Séc: [lɛx tʃɛx rus]) đề cập đến một huyền thoại sáng lập của ba dân tộc Slavic: người Ba Lan (hoặc người Lechites), người Séc và người dân Nga. Ba anh em huyền thoại xuất hiện cùng nhau trong Biên niên sử Wielkopolska, được biên soạn vào đầu thế kỷ 14. Truyền thuyết nói rằng anh em, trong một chuyến đi săn, đã theo những con mồi khác nhau và vì thế di chuyển (và định cư) theo các hướng khác nhau; Lech ở phía bắc, Séc ở phía tây và Rus ở phía đông. Có nhiều phiên bản của truyền thuyết, bao gồm một số biến thể khu vực trên khắp Tây Slav, và ở mức độ thấp hơn, các quốc gia Slav khác chỉ đề cập đến một hoặc hai anh em. Cả ba cũng tìm hiểu về huyền thoại gốc của các dân tộc Nam Slav trong một số truyền thuyết.

## Phiên bản tiếng Ba Lan

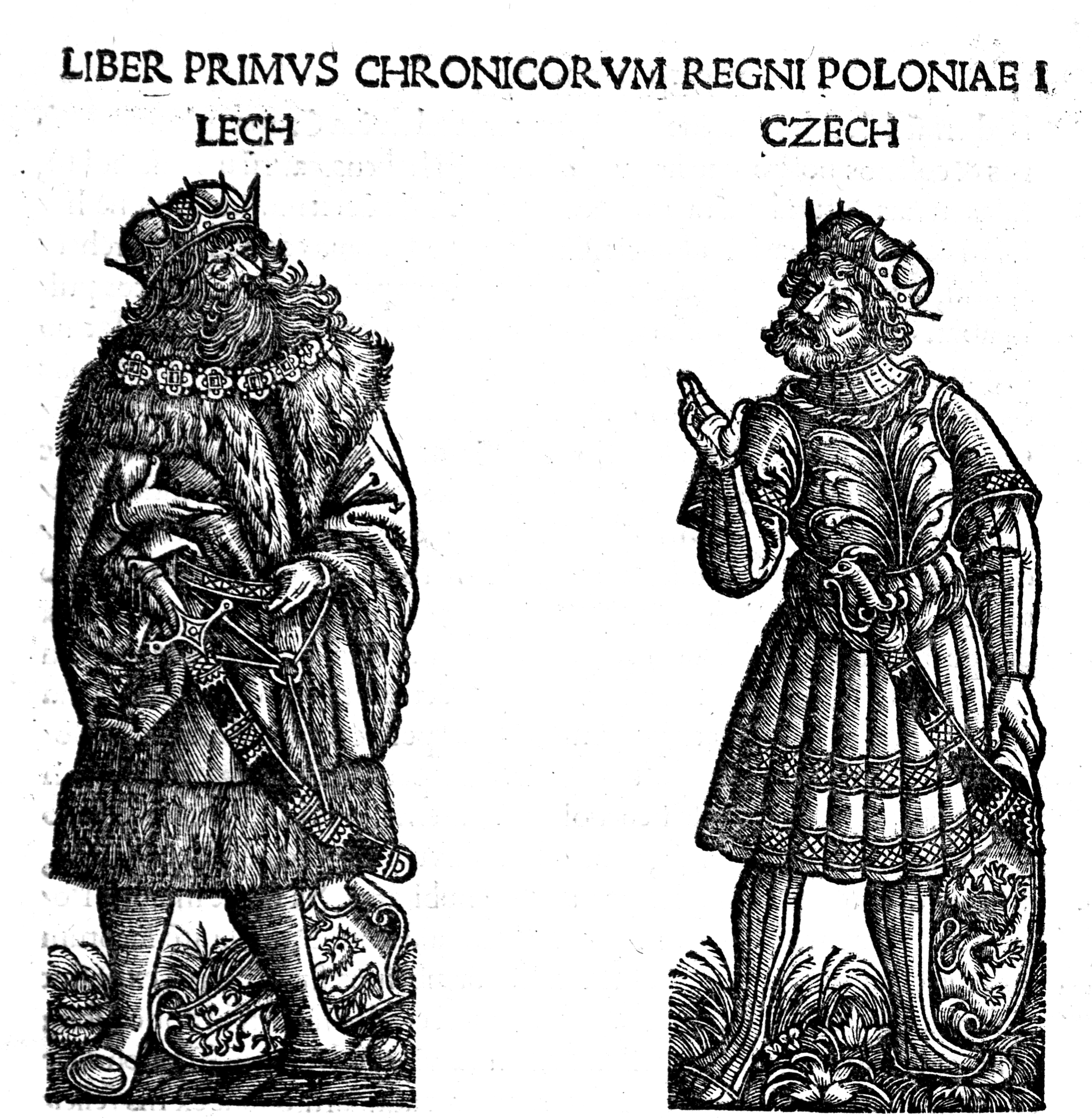
Hai anh em Lech và Séc, những người sáng lập vùng đất Tây Slav của Lechia (Ba Lan) và Bohemia (nay thuộc Cộng hòa Séc) trong " Chronica Polonorum " (1506)

Trong phiên bản truyền thuyết Ba Lan, ba anh em đã cùng nhau đi săn bắn nhưng tam huynh đệ đi theo một con mồi khác nhau và cuối cùng họ đều đi theo những hướng khác nhau. Rus đi về phía đông, Čech đi về phía tây để định cư trên Núi Říp mọc lên từ vùng nông thôn đồi núi của người boho, trong khi Lech đi về phía bắc. Ở đó, trong khi đi săn, anh ta đi theo mũi tên của mình và đột nhiên thấy mình phải đối mặt với một con đại bàng trắng hung dữ, bảo vệ tổ của nó khỏi những kẻ xâm nhập. Nhìn thấy con đại bàng chống lại màu đỏ của mặt trời lặn, Lech coi đây là một điềm tốt và quyết định định cư ở đó. Anh ta đặt tên cho khu định cư của mình là Gniezno (gniazdo của Ba Lan - 'tổ chim) để tưởng nhớ và lấy Đại bàng trắng làm huy hiệu của mình. Đại bàng trắng vẫn là biểu tượng của Ba Lan cho đến ngày nay, và màu sắc của đại bàng và mặt trời lặn được mô tả trong quốc huy của Ba Lan, cũng như cờ của nó, với một sọc trắng trên đầu cho đại bàng và một sọc đỏ trên dưới cho hoàng hôn.
Theo Wielkopolska Chronicle (thế kỷ 13), Slav là hậu duệ của Pan, một hoàng tử Pannonia. Ông có ba người con trai - Lech (người trẻ nhất), Rus và Čech (người lớn tuổi nhất), người quyết định định cư ở phía tây, phía bắc và phía đông.

## Phiên bản tiếng Séc

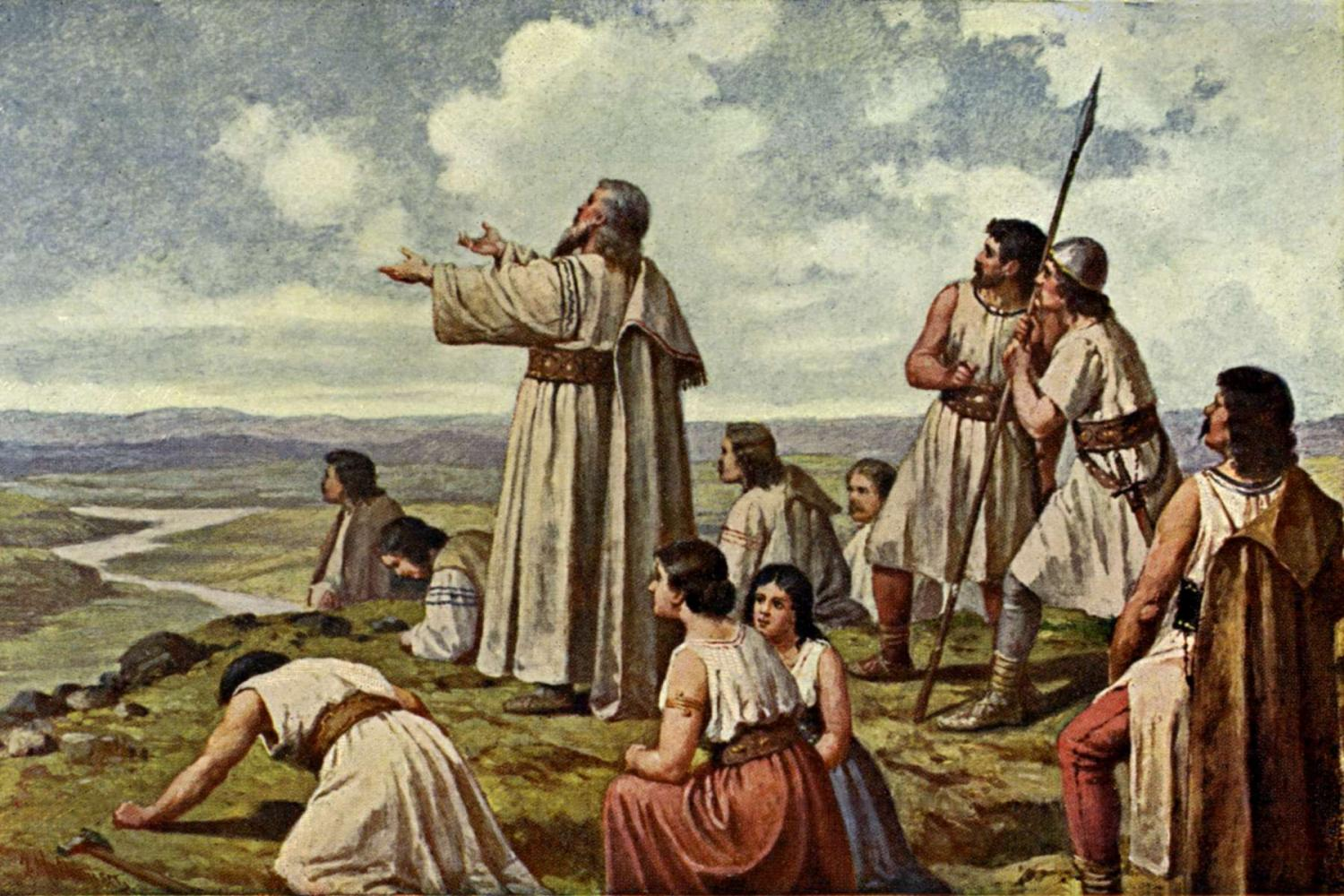
Čech trên núi Říp

Một biến thể của truyền thuyết này, chỉ liên quan đến hai anh em, cũng được biết đến ở Cộng hòa Séc. Như trong phiên bản tiếng Ba Lan, Čech được xác định là người sáng lập quốc gia Séc (Češi pl.) Và Lech là người sáng lập quốc gia Ba Lan. Các biên niên sử cũ từ thế kỷ 14 (như của Dalimil, Wenceslaus Hajek và Přibík Pulkava z Radenína) không chỉ định vị trí của quê hương Čech và Lech's Charvaty, nhưng trong bản kể lại của Alois Jirásek của Staré nó được xác định chặt chẽ hơn; Za Tatrami, v rovinách PRI Rece Visle rozkládala se od nepaměti charvátská ZEME, CAST prvotní Velike vlasti slovanské (Đằng sau dãy núi Tatra ở miền xuôi sông Vistula, trải dài từ thời xa xưa Charvátská nước (có thể có nghĩa là cái gọi là trắng Croatia), phần ban đầu của quê hương Slavic vĩ đại) và V té charvátské zemi bytovala četná plemena, příbuzná jazykem, mravy, způsobem života (Trong Charvátská 
Tuy nhiên, vô số trận chiến đã khiến đất nước rất bất lợi cho người dân, những người đã quen sống hòa bình, canh tác trên đất và trồng ngũ cốc. Theo các phiên bản khác, lý do là Čech đã bị buộc tội giết người. Họ tập hợp người của họ và lên đường về phía hoàng hôn. Theo Biên niên sử Dalimil (1314), khi Čech và người dân leo lên núi Říp, ông nhìn phong cảnh và nói với anh em mình rằng họ đã đến vùng đất hứa: một đất nước có đủ thú dữ, chim, cá và những con ong để có bữa ăn no đủ thịnh soạn và nơi  đây chúng ta có thể tự vệ trước kẻ thù. Anh ta định cư ở khu vực có một bộ lạc và theo phiên bản Přibík Pulkava (khoảng năm 1374), anh trai Lech tiếp tục hành trình đến vùng đất thấp trên vùng núi tuyết phía bắc, nơi anh thành lập Ba Lan.
Phiên bản của Wenceslaus Hajek từ năm 1541 bổ sung nhiều chi tiết (có thể là huyền ảo) không được tìm thấy trong các nguồn khác. Theo Hájek, hai anh em là công tước đã sở hữu lâu đài ở quê nhà trước khi họ đến vùng này và đến năm 644.

## Các biến thể khác
Một truyền thuyết tương tự (với tên được thay đổi một phần) cũng đã được đăng ký trong các câu chuyện dân gian tại hai địa điểm tách biệt rộng rãi ở Croatia: theo phương ngữ Kajkavian của Krapina ở Zagorje (phía bắc Croatia) và ở phương ngữ Chakavian của Poljica trên Biển Adriatic (trung tâm Dalmatia). Biến thể Croatia được mô tả và phân tích chi tiết bởi S. Sakač vào năm 1940.

## Di sản

### Cây thông của Rogalin

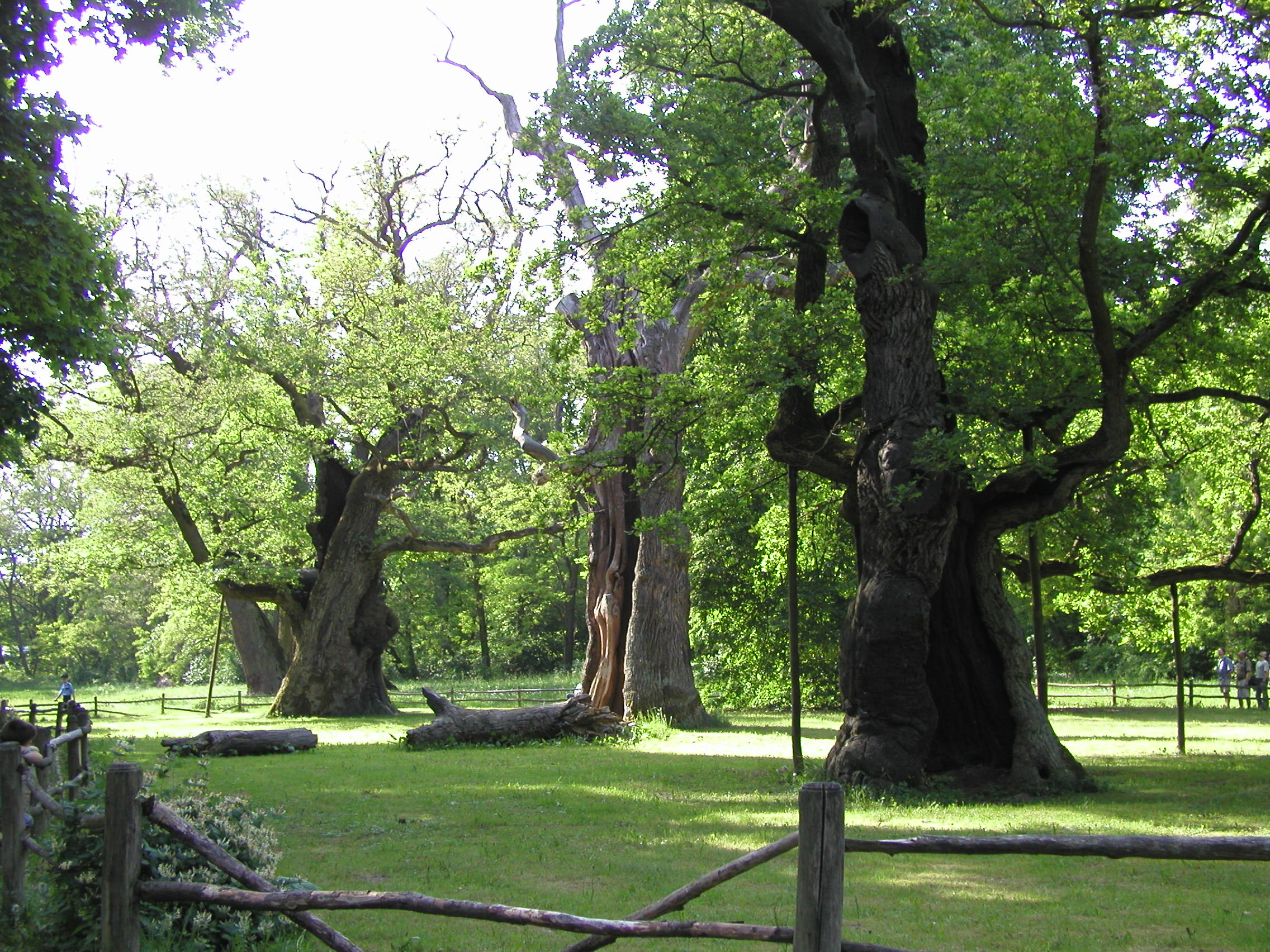
Sồi Lech, Séc và Rus ở Rogalin, Ba Lan

Ba cây sồi lớn trong khu vườn nằm cạnh cung điện thế kỷ 18 ở Rogalin, Greater Ba Lan, được đặt theo tên của anh em (Lech, Czech i Rus), và đã vài trăm tuổi. Chúng khác nhau giữa 670 và 930 xentimét (22 và 31 ft)   trong chu vi. Chúng là một phần của Công viên Cảnh quan Rogalin, và cùng với những thứ khác, chúng đã được tuyên bố là di tích thiên nhiên và được bảo vệ.